# Mamień
Mamień – wieś w Polsce położona w województwie łódzkim, w powiecie zgierskim, w gminie Parzęczew. W latach 1975–1998 miejscowość należała administracyjnie do ówczesnego województwa łódzkiego.
Wieś wchodzi w skład sołectwa Bibianów; powstała jako osada młyńska nad rzeką Bzurą należącą do nieistniejącej dziś gminy Chociszew; zachowany krajobraz właściwy dla osadnictwa holenderskiego, zasiedlona na początku XIX w; na obszarze występują: grunty orne (kompleks żytni słaby), użytki zielone (łąki, pastwiska), lasy; według stanu na dień 31 grudnia 2007 roku wieś liczyła 13 mieszkańców; przez miejscowość przebiegają: autostrada A2, szlak kolejowy relacji Łódź – Kutno.